# Oeosporangium
Oeosporangium je rod papratnjača iz potporodice Cheilanthoideae, dio porodice bujadovki (Pteridaceae). Postoje 28 vrste i 8 hibrida uglavnom u Starom svijetu.
U Hrvatskoj raste mirisavi vodjerak, O. persica (sin. Cheilanthes persica) i bujadski vodjerak O. pteridioides subsp. acrosticum (sin. Cheilanthes acrostica) i.

## Vrste
1. Oeosporangium belangeri (Bory) Fraser-Jenk.
2. Oeosporangium chinense (Baker) Fraser-Jenk.
3. Oeosporangium chusanum (Hook.) Fraser-Jenk.
4. Oeosporangium coriaceum (Decne.) Fraser-Jenk. & Pariyar
5. Oeosporangium delicatulum (Tagawa & K. Iwats.) Fraser-Jenk. & Pariyar
6. Oeosporangium elegans (Poir.) Fraser-Jenk. & Pariyar
7. Oeosporangium fragile (Hook.) Fraser-Jenk.
8. Oeosporangium guanchicum (Bolle) Fraser-Jenk. & Pariyar
9. Oeosporangium hancockii (Baker) Fraser-Jenk.
10. Oeosporangium hispanicum (Mett.) Fraser-Jenk. & Pariyar
11. Oeosporangium insigne (Ching) Fraser-Jenk.
12. Oeosporangium kuhnii (Milde) Fraser-Jenk.
13. Oeosporangium mairei (Brause) Fraser-Jenk.
14. Oeosporangium patulum (Baker) Fraser-Jenk.
15. Oeosporangium pauperculum (Christ) Fraser-Jenk. & Pariyar
16. Oeosporangium persicum (Bory) Vis.
17. Oeosporangium pteridioides (Reichard) Fraser-Jenk. & Pariyar
18. Oeosporangium pulchellum (Bory ex Willd.) Fraser-Jenk. & Pariyar
19. Oeosporangium smithii (C. Chr.) Fraser-Jenk. & Pariyar
20. Oeosporangium stramineum (Ching) Fraser-Jenk.
21. Oeosporangium subvillosum (Hook.) Fraser-Jenk. & Pariyar
22. Oeosporangium thwaitesii (Mett. ex Kuhn) Fraser-Jenk.
23. Oeosporangium tinaei (Tod.) Fraser-Jenk.
24. Oeosporangium tirajanae (T. S. Velázquez) comb. ined.
25. Oeosporangium trichophyllum (Baker) Fraser-Jenk.
26. Oeosporangium velutinum (Tardieu & C. Chr.) Fraser-Jenk. ined.
27. Oeosporangium yunnanense (Ching) Fraser-Jenk. & Pariyar
28. Oeosporangium × duriense (Mendonça & Vasc.) comb. ined.
29. Oeosporangium × ibericum (Rasbach & Reichst.) Arana & Mor.-Saiz
30. Oeosporangium × insulare (Rasbach & Reichst.) Arana & Mor.-Saiz
31. Oeosporangium × kochianum (Rasbach, Reichst. & Schneller) L. Sáez & Aymerich
32. Oeosporangium × kurdicum (Rasbach & Reichst.) Fraser-Jenk. & Pariyar
33. Oeosporangium × malacitense (Rasbach & Reichst.) Arana & Mor.-Saiz
34. Oeosporangium × meridionale (F. M. Vázquez) comb. ined.
35. Oeosporangium × teneriffae (Rasbach & Reichst.) Arana & Mor.-Saiz

## Sinonimi
- Cheilosoria Trevis.
- Parallosorus Keyserl.